# Harvey Monte
Harvey David Simeon Perigault Monte (Willemstad, Curaçao, 8 oktober 1981) is een Curaçaose honkballer.
Monte slaat en gooit linkshandig en is buitenvelder en slagman. Hij begon als kind met honkbal op Curaçao en ging in 2000 honkballen in Amerika waar hij begon bij het college team van het Central Arizona College waar hij studeerde. Hij tekende in december 2001 een contract bij de Seattle Mariners en kwam uit voor diverse single A-teams van deze organisatie als de Wisconsin Timber Rattlers en de Everett Aqua Sox. In 2003 verhuisde hij naar Nederland en kwam uit in de hoofdklasse voor Neptunus uit Rotterdam en ADO uit Den Haag. In 2008 komt Monte uit voor Sparta/Feyenoord uit Rotterdam. Met Neptunus won hij in 2001 de Super Cup, de KNBSB-beker, de Europacup I en het landskampioenschap en kreeg van de KNSBSB de onderscheiding voor beste international onder de 23 jaar. In 1999 had hij als jeugdspeler al de Ron Fraser Award van de KNBSB gekregen als meest veelbelovende jeugdspeler. Monte werd in het Nederlands honkbalteam opgenomen in 2000 maar debuteerde pas een jaar later tijdens het World Port Tournament in Rotterdam. Met het Nederlands team nam hij onder meer deel aan de wereldkampioenschappen van 2001, 2003 en 2005, het Europese Kampioenschap van 2003, het Olympisch kwalificatietoernooi in 2003, de Haarlemse Honkbalweken van 2004 en 2006, de European Baseball Series van 2006, de Olympische Spelen van 2004 en het Europees kampioenschap van 2005 waar hij uitgeroepen werd tot beste rechtsvelder van het toernooi. In 2006 speelde hij de met Oranje de World Baseball Classic in Puerto Rico. en in 2007 nam hij nog deel aan een Amerikaanse oefentrip, het World Port Tournament en het Europees kampioenschap. Hij werd echter niet geselecteerd voor de wereldkampioenschappen in Taiwan.